# AMPO
AMPO es una empresa cooperativa que tiene su sede en Idiazábal (Guipúzcoa, País Vasco, España) y que se dedica a la producción de válvulas, realizando todos los pasos de dicho proceso: ingeniería (incluyendo un equipo de I+D+i), fundición y fabricación.
La compañía tiene su origen en el movimiento de cooperativas (Mondragón Corporación Cooperativa, MCC) puesto en marcha por el sacerdote José María Arizmendiarrieta en los años 1960 en la zona de Mondragón. Dentro de dicho movimiento se crearon, entre otras, las empresas Poyam y AMPO. El 20 de diciembre de 1970 las asambleas de ambas aprobaron su fusión, manteniendo a AMPO como el nombre de la empresa resultante.
En 2008 la compañía decidió su salida de MCC, al igual que el fabricante de autobuses Irizar.